# Качурка каліфорнійська
Качурка каліфорнійська (Oceanodroma microsoma) — вид морських буревісникоподібних птахів родини качуркових (Hydrobatidae).

## Поширення
Птах гніздиться колоніями на дрібних островах неподалік узбережжя Каліфорнії та Каліфорнійського півострова. У негніздовий період мігрує на південь вздовж узбережжі Центральної Америки до Еквадору.

## Опис
Птах завдовжки 13-15 см, з розмахом крил 32 см.

## Спосіб життя
Живе та харчується у відкритому морі. Живиться планктонними ракоподібними, рідше дрібною рибою. Сезон розмноження починається в травні. Гніздо облаштовує в ущелинах скель, рідше в норах. У гнізді єдине біле яйце. Насиджують обидва батьки по черзі. Інкубація триває 50 днів. Пташенята здатні до польоту через 10 тижнів після вилуплення.